# Dictyna marilina
Dictyna marilina är en spindelart som beskrevs av Chamberlin 1948. Dictyna marilina ingår i släktet Dictyna och familjen kardarspindlar. Inga underarter finns listade i Catalogue of Life.